# Pramen (Zdeněk Hůla)
Pramen, někdy nazývaný také Prameník nebo Pramen II, je socha od akademického sochaře Zdeňka Hůly (*1948). Nachází se u vchodu do budovy Fakulty stavební ČVUT, na ulici Thákurova u parku Indiry Gándhiové v Dejvicích v Praze 6 v geomorfologickém celku Pražská plošina.

## Popis a historie díla
Socha je vyrobena ze žuly, dubu a oceli. Mírně otesané kameny, do nichž je vložena dubová větev, jsou spojeny ocelovými spojovacími částmi. Dílo bylo odhaleno v roce 1994. Původní zadání díla bylo „vztah techniky a hmotné kultury“. Dílo, které má rozměry 167 × 167 × 210 cm, je umístěno u laviček a košů nalevo od vstupu do budovy Fakulty stavební a v okolní zástavbě se trochu ztrácí.

## Galerie

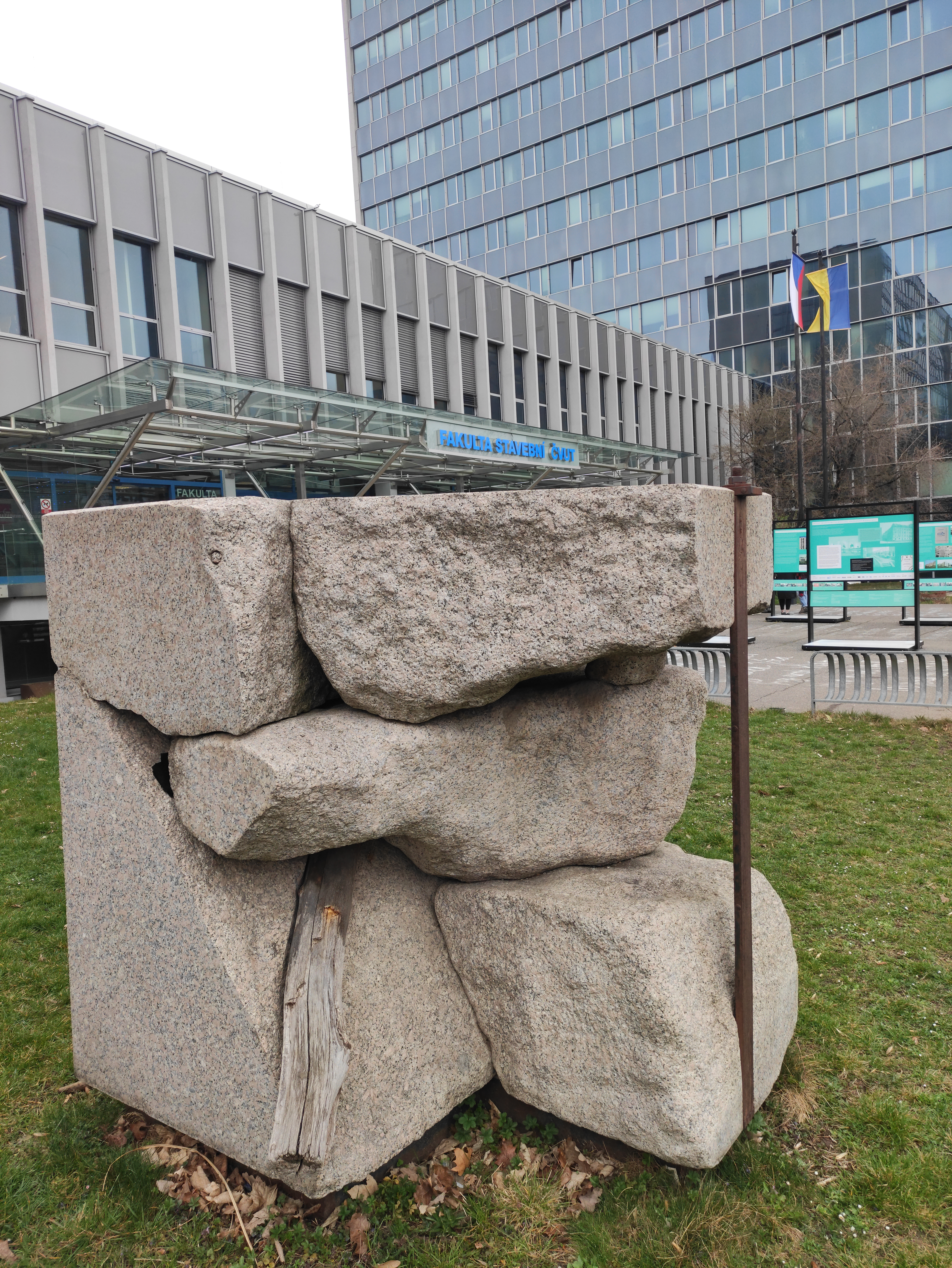
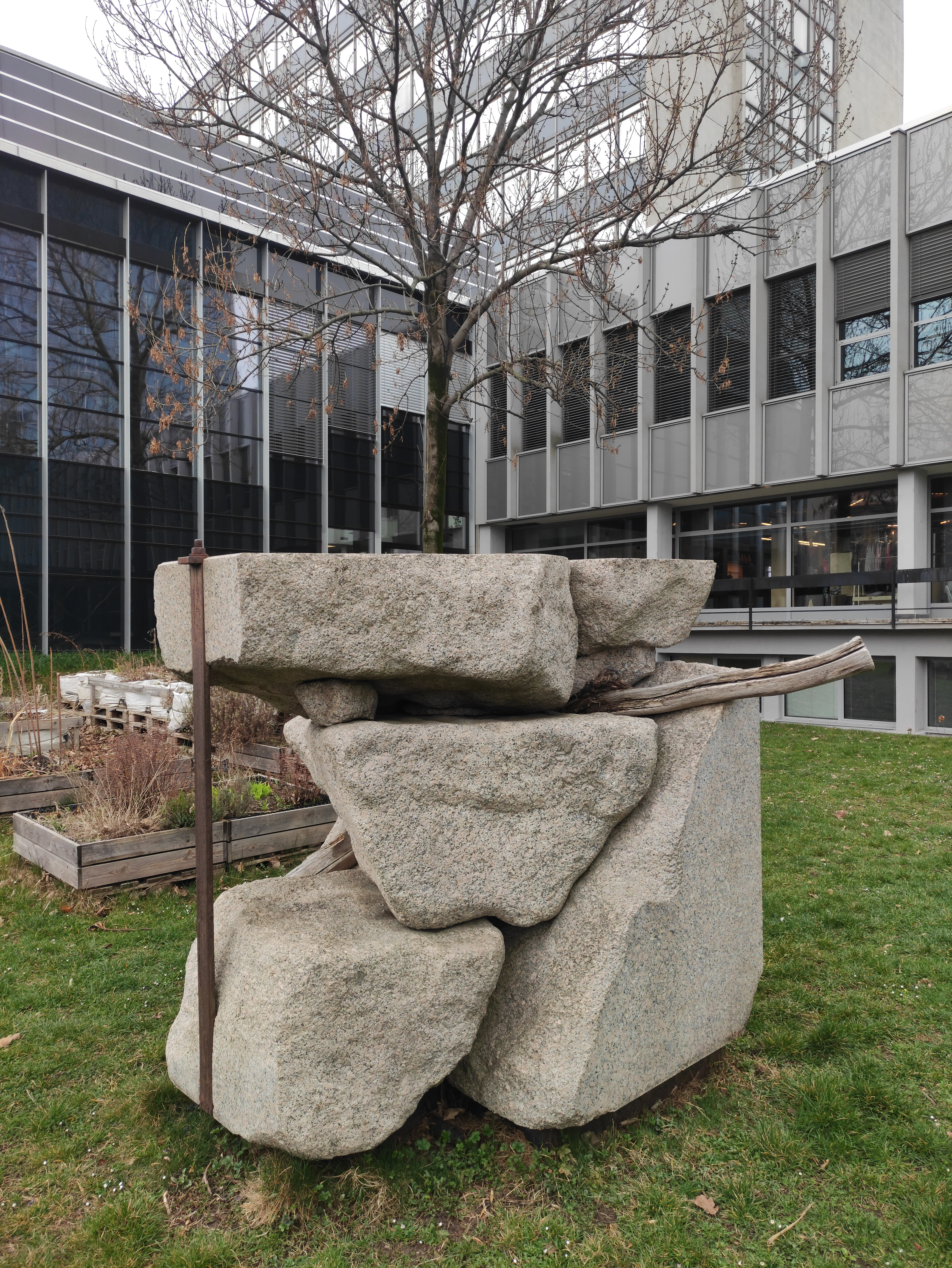